# Litteraturåret 1963

## Priser och utmärkelser
- Nobelpriset – Giorgos Seferis, Grekland[1]
- ABF:s litteratur- & konststipendium – Harald Forss
- Aftonbladets litteraturpris – Östen Sjöstrand
- Bellmanpriset – Elsa Grave
- BMF-plaketten – Per Anders Fogelström för Barn av sin stad
- Boklotteriet delar ut Litteraturfrämjandets stora romanpris – Sivar Arnér
- Dan Andersson-priset – Otto Blixt
- De Nios Stora Pris – Artur Lundkvist, Birgitta Trotzig
- Doblougska priset – Lars Ahlin, Sverige och Jan-Magnus Bruheim, Norge
- Eckersteinska litteraturpriset – Anderz Harning
- Elsa Thulins översättarpris – Erik Blomberg
- Landsbygdens författarstipendium – Anna Kajsa Hallgard, Brita Oledal, Karl-Gustav Lindkvist och Karin Collin
- Letterstedtska priset för översättningar – Anders Wedberg för översättningen av Ludwig Wittgensteins Tractatus logico-philosophicus
- Litteraturfrämjandets stora pris fd Boklotteriet – Karl Vennberg
- Litteraturfrämjandets stora romanpris – Sivar Arnér
- Nordiska rådets litteraturpris – Väinö Linna, Finland för romanen Täällä Pohjantähden alla 3 (Söner av ett folk)
- Pulitzerpriset – William Carlos Williams
- Schückska priset – Gunnar Brandell och Lauri Viljanen
- Signe Ekblad-Eldhs pris – Erik Lindegren
- Svenska Akademiens stora pris – Olle Holmberg
- Svenska Akademiens översättarpris – Aida Törnell
- Svenska Dagbladets litteraturpris – Per Olof Sundman för Sökarna
- Sveriges Radios Lyrikpris – Ann Margret Dahlquist-Ljungberg
- Östersunds-Postens litteraturpris – Folke Isaksson
- Övralidspriset – Sven B.F. Jansson

## Nya böcker

### A – G
- Abstrakta dikter av Göran Sonnevi
- Campus et dies av Vilhelm Ekelund
- Den gåtfulla vägen av Jan Fridegård
- Det eviga spelet, pjäs av Bo Bergman
- Din stund på jorden av Vilhelm Moberg[2]
- Drömmar i ovädrens tid av Artur Lundkvist
- Dödsklockan, detektivroman av Kerstin Ekman
- Emil i Lönneberga av Astrid Lindgren[3]
- Från utsiktstornet av Artur Lundkvist
- Glaskupan av Sylvia Plath
- Grimman av Åke Wassing

### H – N
- Harriet Löwenhjelms bönbok, postumt utgivna handskrifter av Harriet Löwenhjelm
- Havsbarn, diktsamling av Ylva Eggehorn (debut, 13 år gammal)
- Hemkomsten av Jan Fridegård
- Hoppa hage av Julio Cortazar
- Husfrid, diiktsamling av Sonja Åkesson[2]
- Igevär av Åke Hodell[2]
- I Hennes Majestäts hemliga tjänst av Ian Fleming
- Inside Mr. Enderby av Anthony Burgess
- Jackie bor i Holland av Astrid Lindgren[4]
- Kains memoarer av Lars Gyllensten
- Karolinens död av Martin Perne
- Klockorna av Agatha Christie
- Kung Vankelmod av Gösta Gustaf-Janson
- Ledig lördag av P.C. Jersild
- Livet en stor sak av Sandro Key-Åberg
- Livsdyrkarna av Erik Asklund
- Min tvättbjörn Slarver – Minnen från en lyckligare tid (Rascal – A memoir of a better era) av Sterling North

### O – U
- Om vänskap funnes av Stig Claesson
- Pappa Pellerins dotter av Maria Gripe
- Prästkappan av Sven Delblanc[2]
- Rapport från en kinesisk by av Jan Myrdal
- Rapport om Adam (Le procès-verbal) av J.M.G. Le Clézio (debut)
- Sphinxen av Elsa Grave
- Syrener, snö diktsamling av Lars Norén (debut)
- Utsikt från en grästuva av Harry Martinson

### V – Ö
- Vaggan av Kurt Vonnegut
- V. av Thomas Pynchon (debut)
- Väggen av Marlen Haushofer

## Födda
- 24 januari – Peter Wahlbeck, svensk komiker, författare, manusförfattare och skådespelare.
- 24 mars – Magnus Dahlström, svensk författare och dramatiker.
- 27 juni – Fredrik Lindström, svensk författare, språkvetare m.m.
- 17 juli – Peter Törnqvist, svensk författare och översättare.
- 4 augusti – Anders Jacobsson, svensk barn- och ungdomsförfattare[5].
- 30 augusti – Staffan Malmberg, svensk författare och psykolog.
- 3 september – Johan Theorin,  svensk journalist och författare.
- 6 september – Bengt Ohlsson, svensk författare.
- 2 november – Jonas Gardell, svensk författare och artist.
- 19 december – Jockum Nordström, svensk konstnär och författare.
- 24 december – Naja Marie Aidt, dansk författare.

## Avlidna
- 6 januari – Gunnar Bohman, 80, svensk författare, kompositör och lutsångare.
- 8 januari – Sigrid Fridman, 83, svensk skulptör och poet.
- 21 januari – Franz Jung, 74, tysk författare.
- 29 januari – Robert Frost, 88, nordamerikansk poet.
- 11 februari – Sylvia Plath, 30, nordamerikansk författare.
- 4 mars – William Carlos Williams, 79, nordamerikansk poet.
- 17 juni – John Cowper Powys, 90, brittisk filosof, romanförfattare, poet, essäist.
- 27 juni – Elin Brandell, 80, svensk författare och journalist.
- 29 augusti – Pär Rådström, 38, svensk författare.
- 5 november – Luís Cernuda, 61, spansk poet.
- 22 november – Aldous Huxley, 69, brittisk författare.
- 22 november – C.S. Lewis, 64, irländsk författare.
- 5 december – Albert Henning, 82, svensk författare.
- 25 december – Tristan Tzara, pseudonym för Sami Rosenstock, 67, fransk poet.

### Fotnoter
1. ↑  ”Nobelpriset i litteratur”. https://www.nobelprize.org/prizes/lists/all-nobel-prizes-in-literature/. Läst 20 mars 2011.
2. 1 2 3 4  Gradvall, Nordström, Nordström, Rabe, Jan, Björn, Ulf, Anina. Tusen svenska klassiker. Norstedts Förlagsgrup. Läst 12
3. ↑  ”Astrid Lindgren”. http://www.astridlindgren.se/verken/bocker/textbocker?page=1. Läst 21 mars 2011.
4. ↑  ”Astrid Lindgren”. http://www.astridlindgren.se/verken/bocker/bilderbocker. Läst 21 mars 2011.
5. ↑  Anders och Sören  Arkiverad 10 mars 2012 hämtat från the Wayback Machine.